# Adolfo Baturone Colombo
Adolfo Baturone Colombo (San Fernando, 24 de febrer de 1904 – 10 de novembre de 1999) va ser un militar espanyol, Ministre de Marina durant el franquisme (1969-1973).

## Biografia
Va iniciar la seva carrera castrense ingressant a l'Escola Naval Militar en 1920, quan només tenia 15 anys. Alferes de navili en 1924, va prendre part en la Guerra del Marroc a bord del canoner Bonifaz. Entre 1929 i 1933 va ser professor de l'Escola Naval, tenint com a alumne al llavors infant Joan de Borbó i Battemberg. Durant la Guerra Civil Espanyola va manar el patruller Pemartín i va ser segon comandant del canoner Cánovas del Castillo.
En 1950 va ser ascendit a capità de navili, i va ser nomenat cap de l'Estat Major del Departament Marítim de Cadis. Posteriorment va ser cap del Sector Naval de Catalunya, i cap de l'Agrupació Naval de l'Estret.
Ascendit a vicealmirall en 1965, va ser cap del Servei de Personal del Ministeri de Marina. En 1967 era designat almirall i cap de l'Estat Major de l'Armada. En la remodelació de govern d'octubre de 1969, Adolfo Baturone va ser nomenat per Francisco Franco ministre de Marina.
Va exercir el càrrec durant quatre anys, fins a juny de 1973, moment en què l'almirall Luis Carrero Blanco es feia càrrec de la presidència del Govern i designava en el seu lloc a Gabriel Pita da Veiga y Sanz. Un any després, Baturone Colombo passava a la reserva.